# Saison 1967-1968 du FC Nantes
Chronologie
Saison précédente Saison suivante
La saison 1967-1968 du FC Nantes est la 25e saison de l'histoire du club nantais. Le club est engagé dans deux compétitions : la Division 1 (5e participation) et la Coupe de France (25e participation).

## Effectif et encadrement

### Tableau des transferts
| Nom                 | Nationalité        | Poste     | Modalités         | Provenance/Destination | Division         |
| ------------------- | ------------------ | --------- | ----------------- | ---------------------- | ---------------- |
| Arrivées            |                    |           |                   |                        |                  |
| Vincent Estève      | France             | Défenseur |                   | AS Cannes              |                  |
| Jean-Claude Osman   | France             | Défenseur |                   | FC Nantes rés.         |                  |
| Stevan Sekereš      | RFS de Yougoslavie | Défenseur |                   | FK Vojvodina Novi Sad  | Prva Liga (D1)   |
| Charles Dorn        | France             | Milieu    |                   |                        |                  |
| Georges Eo          | France             | Milieu    |                   | FC Lorient             |                  |
| Patrice Kervarrec   | France             | Attaquant |                   | FC Nantes rés.         |                  |
| Départs             |                    |           |                   |                        |                  |
| Jean-Michel Fouché  | France             | Gardien   |                   |                        |                  |
| Bernard Teigner     | France             | Gardien   |                   |                        |                  |
| Georges Grabowski   | France             | Défenseur |                   | Olympique avignonnais  | Division 2 (D2)  |
| Jean-Pierre Mourier | France             | Défenseur |                   |                        |                  |
| Gilbert Le Chenadec | France             | Défenseur |                   | FC Metz                | Division 1 (D2)  |
| René Le Lamer       | France             | Défenseur | Service militaire | RC Joinville           | Division 2 (D2)  |
| Christian Drouet    | France             | Attaquant | Service militaire | RC Joinville           | Division 2 (D2)  |
| Vladimir Kovačević  | RFS de Yougoslavie | Attaquant |                   | FK Partizan Belgrade   | Prva Liga (D1)   |
| Roger Marchi        | France             | Attaquant |                   | US Le Mans             | CFA - Ouest (D3) |

| Nom             | Nationalité | Poste     | Modalités   | Provenance/Destination | Division        |
| --------------- | ----------- | --------- | ----------- | ---------------------- | --------------- |
| Arrivées        |             |           |             |                        |                 |
| Pierre Ferrazzi | France      | Attaquant | (novembre)  | RC Joinville           | Division 2 (D2) |
| Départs         |             |           |             |                        |                 |
| Georges Eo      | France      | Milieu    | (décembre)  | RC Joinville           | Division 2 (D2) |
| Joël Prou       | France      | Attaquant | (septembre) | RC Lens                | Division 1 (D2) |

## Compétitions

### Division 1
| Date                       | Journée | Adversaire               | Lieu | Score | Buteurs du FC Nantes                                 | Class. | Affluence |
| -------------------------- | ------- | ------------------------ | ---- | ----- | ---------------------------------------------------- | ------ | --------- |
| Jeudi 17 août 1967         | J01     | Olympique de Marseille   | Ext. | 0 - 1 | -                                                    |        | 24.891    |
| Samedi 26 août 1967        | J02     | RC Strasbourg            | Dom. | 3 - 0 | Michel 67e, Barret 73e, Gondet 82e                   |        | 17.051    |
| Mercredi 30 août 1967      | J03     | RC Lens                  | Ext. | 3 - 1 | Gondet 19e 48e 67e                                   |        | 13.227    |
| Samedi 2 septembre 1967    | J04     | AS Saint-Étienne         | Dom. | 1 - 1 | Simon 16e                                            |        | 24.309    |
| Samedi 9 septembre 1967    | J05     | FC Rouen                 | Dom. | 0 - 0 | -                                                    |        | 15.657    |
| Samedi 23 septembre 1967   | J06     | FC Girondins de Bordeaux | Ext. | 2 - 6 | Gondet 9e, Blanchet 61e                              |        | 23.336    |
| Samedi 30 septembre 1967   | J07     | Red Star FC              | Dom. | 4 - 2 | Moy 5e (csc), Gondet 10e, Simon 49e, Blanchet 73e    |        | 12.994    |
| Mercredi 4 octobre 1967    | J08     | US Valenciennes-Anzin    | Ext. | 1 - 2 | Gondet 50e                                           |        | 3.690     |
| Samedi 7 octobre 1967      | J09     | OGC Nice                 | Dom. | 0 - 0 |                                                      |        | 17.510    |
| Dimanche 15 octobre 1967   | J10     | Stade rennais UC         | Ext. | 1 - 1 | Barret 5e                                            |        | 14.933    |
| Samedi 21 octobre 1967     | J11     | FC Sochaux-Montbéliard   | Ext. | 0 - 1 | -                                                    |        | 15.918    |
| Mercredi 1er novembre 1967 | J12     | Olympique lyonnais       | Dom. | 1 - 0 | Degeorges 86e (csc)                                  |        | 8.389     |
| Dimanche 5 novembre 1967   | J13     | AC Ajaccio               | Ext. | 3 - 5 | Simon 16e, Suaudeau 24e, Robin 70e                   |        | 6.552     |
| Samedi 11 novembre 1967    | J14     | Angers SCO               | Dom. | 0 - 1 | -                                                    |        | 18.339    |
| Dimanche 19 novembre 1967  | J15     | Lille OSC                | Ext. | 0 - 2 | -                                                    |        | 7.998     |
| Dimanche 26 novembre 1967  | J16     | RC Paris-Sedan           | Dom. | 1 - 1 | Osman 60e                                            |        | 9.716     |
| Dimanche 3 décembre 1967   | J17     | AS aixoise               | Dom. | 5 - 1 | Ferrazzi 13e, Simon 55e, Barret 58e 74e, Géorgin 69e |        | 7.054     |
| Dimanche 10 décembre 1967  | J18     | FC Metz                  | Ext. | 1 - 1 | Osman 60e                                            |        | 9.388     |
| Dimanche 17 décembre 1967  | J19     | AS Monaco FC             | Dom. | 0 - 0 | -                                                    |        | 10.661    |
| Dimanche 7 janvier 1968    | J20     | RC Lens                  | Dom. | 1 - 0 | Sekereš 75e                                          |        | 9.977     |
| Dimanche 21 janvier 1968   | J21     | AS Saint-Étienne         | Ext. | 2 - 1 | Gondet 38e, Simon 87e                                |        | 23.161    |
| Dimanche 28 janvier 1968   | J22     | FC Rouen                 | Ext. | 2 - 1 | Ferrazzi 15e, Géorgin 60e                            |        | 4.829     |
| Dimanche 4 février 1968    | J23     | FC Girondins de Bordeaux | Dom. | 1 - 1 | Simon 67e                                            |        | 18.324    |
| Samedi 17 février 1968     | J24     | Red Star FC              | Ext. | 1 - 0 | Géorgin 39e                                          |        | 5.367     |
| Dimanche 25 février 1968   | J25     | US Valenciennes-Anzin    | Dom. | 0 - 2 | -                                                    |        | 9.054     |
| Dimanche 3 mars 1968       | J26     | OGC Nice                 | Ext. | 1 - 5 | Blanchet 21e                                         |        | 8.303     |
| Dimanche 17 mars 1968      | J27     | Stade rennais UC         | Dom. | 2 - 0 | Barret 1re, Robin 79e                                |        | 10.645    |
| Dimanche 24 mars 1968      | J28     | AS aixoise               | Ext. | 6 - 2 | Blanchet 20e 65e, Simon 55e 66e 68e, Osman 70e       |        | 3.187     |
| Mardi 9 avril 1968         | J29     | FC Sochaux-Montbéliard   | Dom. | 1 - 1 | Simon 63e                                            |        | 12.823    |
| Vendredi 12 avril 1968     | J30     | Olympique lyonnais       | Ext. | 3 - 0 | Blanchet 17e, Ferrazzi 25e, Simon 82e                |        | 10.310    |
| Samedi 27 avril 1968       | J31     | AC Ajaccio               | Dom. | 1 - 0 | Suaudeau 33e                                         |        | 13.917    |
| Dimanche 5 mai 1968        | J32     | Angers SCO               | Ext. | 3 - 1 | Ferrazzi 12e 77e, Simon 44e                          |        | 7.441     |
| Samedi 18 mai 1968         | J33     | Lille OSC                | Dom. | 2 - 1 | Barret 65e 72e                                       |        | 11.505    |
| Mercredi 22 mai 1968       | J34     | RC Paris-Sedan           | Ext. | 0 - 1 | -                                                    |        | 3.816     |
| Samedi 15 juin 1968        | J35     | FC Metz                  | Dom. | 1 - 1 | Robin 69e                                            |        | 9.600     |
| Vendredi 21 juin 1968      | J36     | AS Monaco FC             | Ext. | 0 - 3 | -                                                    |        | 2.666     |
| Vendredi 28 juin 1968      | J37     | Olympique de Marseille   | Dom. | 1 - 1 | Suaudeau 16e                                         |        | 10.431    |
| Vendredi 5 juillet 1968    | J38     | RC Strasbourg            | Ext. | 1 - 3 | Budzynski 37e                                        |        | 10.754    |

### Coupe de France
| Date                     | Tour            | Adversaire             | Niveau             | Lieu   | Score      | Buteurs du FCN                                                        | Affluence |
| ------------------------ | --------------- | ---------------------- | ------------------ | ------ | ---------- | --------------------------------------------------------------------- | --------- |
| Dimanche 14 janvier 1968 | 1/32e de finale | Stade dinannais        | DH - Ouest (D4)    | Neutre | 10 - 0     | Simon 17e 28e 32e 47e 71e, Gondet 19e 69e, Robin 24e, Géorgin 36e 58e | 4.045     |
| Dimanche 11 février 1968 | 1/16e de finale | FC Annecy              | CFA - Sud-Est (D3) | Neutre | 1 - 0 a.p. | Blanchet 113e                                                         | 3.895     |
| Vendredi 8 mars 1968     | 1/8e de finale  | FC Sochaux-Montbéliard | D1                 | Neutre | 1 - 2      | Blanchet 38e                                                          | 12.627    |

## Statistiques

### Statistiques collectives
| Compétition     | Débute au tour  | Termine        | Matches joués | Gagnés | Nuls | Perdus | Buts pour | Buts contre | Différence |
| --------------- | --------------- | -------------- | ------------- | ------ | ---- | ------ | --------- | ----------- | ---------- |
| Division 1      | -               | 7e             | 38            | 15     | 11   | 12     | 55        | 50          | +5         |
| Coupe de France | 1/32e de finale | 1/8e de finale | 3             | 2      | 0    | 1      | 12        | 2           | +10        |
| Total           | -               | -              | 41            | 17     | 11   | 13     | 67        | 52          | +15        |

### Statistiques individuelles
| N° | Pos. | Nat. | Nom                  | Division 1 | Division 1  | Division 1 | Division 1   | Coupe de France | Coupe de France | Coupe de France | Coupe de France | Total | Total       | Total  | Total        |
| N° | Pos. | Nat. | Nom                  | M.j.       | But inscrit | Averti     | Carton rouge | M.j.            | But inscrit     | Averti          | Carton rouge    | M.j.  | But inscrit | Averti | Carton rouge |
| -- | ---- | ---- | -------------------- | ---------- | ----------- | ---------- | ------------ | --------------- | --------------- | --------------- | --------------- | ----- | ----------- | ------ | ------------ |
|    | G    |      | André Castel         | 10         | -           | -          | -            | 3               | -               | -               | -               | 13    | -           | -      | -            |
|    | G    |      | Daniel Eon           | 28         | -           | -          | -            | -               | -               | -               | -               | 28    | -           | -      | -            |
|    | D    |      | Robert Budzynski     | 35         | 1           | -          | -            | 3               | -               | -               | -               | 38    | 1           | -      | -            |
|    | D    |      | Gabriel De Michèle   | 38         | -           | -          | -            | 3               | -               | -               | -               | 41    | -           | -      | -            |
|    | D    |      | Vincent Estève       | 33         | -           | -          | -            | 2               | -               | -               | -               | 35    | -           | -      | -            |
|    | D    |      | Jean-Claude Osman    | 15         | 3           | -          | -            | 3               | -               | -               | -               | 18    | 3           | -      | -            |
|    | D    |      | Claude Robin         | 34         | 3           | -          | -            | 3               | 1               | -               | -               | 37    | 4           | -      | -            |
|    | D    |      | Stevan Sekereš       | 17         | 1           | -          | -            | 1               | -               | -               | -               | 18    | 1           | -      | -            |
|    | M    |      | Charles Dorn         | 4          | -           | -          | -            | -               | -               | -               | -               | 4     | -           | -      | -            |
|    | M    |      | Georges Eo           | 3          | -           | -          | -            | -               | -               | -               | -               | 3     | -           | -      | -            |
|    | M    |      | Gérard Géorgin       | 21         | 3           | -          | -            | 3               | -               | -               | -               | 24    | 5           | -      | -            |
|    | M    |      | Henri Michel         | 32         | 1           | -          | -            | 2               | -               | -               | -               | 34    | 1           | -      | -            |
|    | M    |      | Jean-Claude Suaudeau | 32         | 3           | -          | -            | 3               | -               | -               | -               | 35    | 3           | -      | -            |
|    | A    |      | Alain Barret         | 30         | 7           | -          | -            | -               | -               | -               | -               | 30    | 7           | -      | -            |
|    | A    |      | Bernard Blanchet     | 31         | 6           | -          | -            | 3               | 2               | 0               | -               | 34    | 8           | -      | -            |
|    | A    |      | Pierre Ferrazzi      | 21         | 5           | -          | -            | -               | -               | -               | -               | 21    | 5           | -      | -            |
|    | A    |      | Philippe Gondet      | 21         | 8           | -          | -            | 2               | 2               | -               | -               | 23    | 10          | -      | -            |
|    | A    |      | Patrice Kervarrec    | 1          | -           | -          | -            | 1               | -               | -               | -               | 2     | -           | -      | -            |
|    | A    |      | Joël Prou            | 1          | -           | -          | -            | -               | -               | -               | -               | 1     | -           | -      | -            |
|    | A    |      | Jacky Simon          | 31         | 12          | -          | -            | 3               | 5               | -               | -               | 34    | 17          | -      | -            |

### Buteurs
| N° | Pos. | Nat. | Nom                  | Ligue 1 | Coupe de France | Total |
| -- | ---- | ---- | -------------------- | ------- | --------------- | ----- |
|    | A    |      | Jacky Simon          | 12      | 5               | 17    |
|    | A    |      | Philippe Gondet      | 8       | 2               | 10    |
|    | A    |      | Bernard Blanchet     | 6       | 2               | 8     |
|    | A    |      | Alain Barret         | 7       | -               | 7     |
|    | A    |      | Pierre Ferrazzi      | 5       | -               | 5     |
|    | M    |      | Gérard Géorgin       | 3       | 2               | 5     |
|    | D    |      | Claude Robin         | 3       | 1               | 4     |
|    | D    |      | Jean-Claude Osman    | 3       | -               | 3     |
|    | M    |      | Jean-Claude Suaudeau | 3       | -               | 3     |
|    | D    |      | Robert Budzynski     | 1       | -               | 1     |
|    | M    |      | Henri Michel         | 1       | -               | 1     |
|    | D    |      | Stevan Sekereš       | 1       | -               | 1     |
|    |      |      | csc                  | 2       | -               | 2     |
|    |      |      | Total                | 55      | 12              | 67    |

## Sélectionnés en équipe nationale
Claude Robin: 1
Henri Michel: 3
Philippe Gondet: 1
Jacky Simon: 2

## Affluences
L'affluence à domicile du FC Nantes atteint un total de 247 956 spectateurs en 19 rencontres de Division 1, soit une moyenne de 13 050/match.
Affluence du FC Nantes à domicile